# 포니정재단
재단법인 포니정재단은 2005년 11월에 설립된 비영리 공익재단이다. 2005년 5월 작고한 정세영 현대산업개발 명예회장의 업적과 공로를 기리기 위해 설립됐으며, 설립자는 정세영의 아들인 정몽규 현대산업개발 회장이다.
포니정재단은 국내 최초의 고유자동차 모델 포니를 개발해 수출하고 국내 최초의 자동차 엔진 개발을 주도하는 등 한국 자동차 산업을 개척한 정세영 회장의 혁신정신과 도전정신, 인재중시 철학을 계승해 다양한 프로그램을 운영하고 있다.

## 포니정혁신상
2007년부터 시행한 포니정혁신상은 외교, 경제, 사회, 교육, 문화, 예술 등 전 분야에 걸쳐 앞선 생각과 노력으로 새로운 지평을 개척한 인물이나 단체를 대상으로 연 1회 시행하고 있다. 역대 수상자로는 제 1회 반기문 유엔사무총장, 제 2회 서남표 카이스트 총장, 제 3회 가나안 농군운동세계본부, 제 4회 차인표, 신애라 부부, 제 5회 장하준 케임브리지대학 경제학과 교수, 제 6회 김범수 카카오 이사회 의장, 제 7회 석지영 하버드로스쿨 종신 교수, 제8회 피겨스케이팅 국가대표 김연아, 제9회 조르제토 주지아로 산업디자이너, 제10회 조성진 피아니스트, 제11회 이국종 아주대학교병원 경기남부권역외상센터장, 제12회 김하종 신부 등이 있다.

## 장학사업
국내외 장학사업으로는 2007년부터 각 대학의 추천을 받아 국내와 베트남에서 장학생을 선발해 등록금을 지원하고 있으며 2012년에는 포니정 베트남 장학생 중 매년 2명을 선발해 국내 대학원에서 석사학위를 취득할 수 있도록 등록금과 생활비를 지원하는 초청장학생 프로그램을 신설했다. 그밖에도 기초학문분야의 진흥을 위해 2008년부터 연간 우수한 연구주제 2편을 선정해 연구비를 지원하고 있으며 2012년부터는 연구결과에 대한 출판까지 지원을 확장했다.

## 연혁
- 2005년 주무관청 설립 허가
- 2005년 관할법원 등기 완료
- 2006년 포니정 혁신상 협약식 개최 (매일경제신문사)
- 2006년 고 정세영 회장 추모집 발간
- 2006년 고 정세영 회장 흉상 제막식
- 2006년 제1회 포니정 장학증서 수여식 개최
- 2007년 제1회 포니정 혁신상 시상식 개최
- 2007년 베트남 장학사업 MOU체결
- 2008년 포니정홀1 개관
- 2008년 포니정 학술지원 프로그램 신설
- 2008년 베트남 장학사업 확대
- 2010년 고 정세영 회장 5주기 추모집 [포니정, 그의 꿈은 계속된다] 출간
- 2011년 새터민 영어교육 후원 MOU 체결 (영국문화원)
- 2011년 베트남 초청장학 프로그램 MOU 체결 (고려대학교 대학원)
- 2012년 제 1기 포니정 베트남 초청장학생 입국
- 2012년 포니정 학술지원 프로그램 변경 (인문학 분야 신진학자 지원)
- 2013년 포니정 해외학술탐방 프로그램 신설
- 2013년 제1회 포니저앶단과 함께하는 영창뮤직 콩쿠르 후원
- 2015년 제1회 포니정 장학생 홈커밍데이 개최
- 2015년 고 정세영 회장 10주기 추모집 [포니정, 나의삶 나의꿈] 발간
- 2015년 성실공익법인 확인
- 2015년 베트남 교환장학 프로그램 신설
- 2015년 포니정홀2 개관
- 2015년 유소년 축구장학금 지원 MOU 체결
- 2016년 제1기 포니정 베트남 교환장학생 입국
- 2016년 한국학 연구지원 MOU체결 (고려대학교 민족문화연구원)
- 2017년 제1기 포니정 펠로우십 연구자 입국
- 2018년 제1회 포니정 학술지원 연찬회 개최